# Élection au trône de Belgique
L'élection au trône de Belgique de 1830-1831 se produit à la suite de la révolution belge et de la déclaration d'indépendance de la Belgique le 28 septembre 1830. La forme de l'État belge se tourne rapidement vers une monarchie constitutionnelle, malgré l'opposition de quelques figures républicaines comme Louis de Potter.
Dans un premier temps, les autorités belges représentées au Congrès national élisent le duc de Nemours, deuxième fils du roi des Français Louis-Philippe. Cependant Louis-Philippe refuse la couronne, motivé par la volonté d'éviter un conflit avec le Royaume-Uni, qui craignait une trop grande influence française en Belgique. 
Le choix se tourne alors vers Léopold de Saxe-Cobourg-Saalfeld, prince anglo-allemand veuf de Charlotte, l'héritière du trone de Grande-Bretagne, qui se fit élire le 4 juin 1831, et accepta le trône malgré ses hésitation quant à la situation politique du nouveau royaume. Il prêta serment le 21 juillet 1831 et devint le premier roi des Belges.